# Archidiecezja Kingston na Jamajce
Archidiecezja Kingston na Jamajce (łac.: Archidioecesis Regiopolitanus in Iamaica) – katolicka archidiecezja Kościoła rzymskokatolickiego na Jamajce, podlegająca pod metropolię Kingston na Jamajce. Siedziba arcybiskupa znajduje się w katedrze Świętej Trójcy w Kingston.

## Historia
Powstała w 1837 jako wikariat apostolski Jamajki wydzielony z wikariatu apostolskiego Trynidadu. 10 czerwca 1888 z wikariatu Jamajki wyodrębniono prefekturę apostolską Brytyjskiego Hondurasu. Od 29 lutego 1956 wikariat Jamajki przekształcono w diecezję Kingston, z której 14 września 1967 wydzielono diecezję Montego Bay jako sufraganię powstałej tegoż dnia, 14 września 1967, archidiecezji Kingston.
15 kwietnia 1991 z części terytorium archidiecezji utworzono wikariat apostolski Mandeville, a 14 lipca 2000 – misję „sui iuris” Kajmanów.

## Biskupi
- ordynariusz: abp Kenneth Richards

## Podział administracyjny
W skład archidiecezji Kingston na Jamajce wchodzi 31 parafii.

## Główne świątynie
- Katedra: katedra Świętej Trójcy w Kingston